# Kondos
Kondos és un cràter sobre la superfície del planeta nan Ceres, situat amb el sistema de coordenades planetocèntriques a -16.71 ° de latitud nord i 20.14 ° de longitud est. Fa un diàmetre de 44 km. El nom va ser fet oficial per la UAI el primer d'octubre del 2015 i fa referència a Kondos, divinitat de l'agricultura de la mitologia finlandesa